# Bernt Ivar Eidsvig
Bernt Ivar Eidsvig, imię zakonne Markus, CRSA (ur. 12 września 1953 w Rjukan) – norweski duchowny rzymskokatolicki, biskup Oslo w latach 2005–2025.

## Życiorys
Studiował teologię luterańską w Oslo, którą ukończył w 1976. Następnie przeszedł na katolicyzm. 20 czerwca 1982 otrzymał święcenia kapłańskie i został skierowany do pracy w Bergen. W 1991 wstąpił do zakonu kanoników regularnych i zamieszkał w austriackim klasztorze Klosterneuburg. W latach 1995–1996 był tam mistrzem nowicjatu. W latach 1997–2003 sprawował funkcję proboszcza parafii św. Leopolda w Klosterneuburgu.
29 lipca 2005 został wyznaczony przez papieża Benedykta XVI na biskupa Oslo. Jego uroczysty ingres, połączony z sakrą biskupią, odbył się 22 października 2005. 16 lipca 2025 papież Leon XIV przyjął jego rezygnację z urzędu.